# کسی عزیز من را دیده‌است؟
«کسی عزیز من را دیده‌است؟» (به انگلیسی: ?Anybody Seen My Baby) ترانه‌ای از گروه رولینگ استونز و یکی از قطعه‌های بیست و یکمین آلبوم استودیویی آن‌ها با نام پُل‌هایی به بابِل (۱۹۹۷) است. این ترانه را میک جَگِر و کیت ریچاردز نوشته‌اند اما به‌خاطر شباهت کُرُس آن به آهنگ «ولع دائمی» از کی.دی. لنگ، در مشخصات ترانه از لَنگ و بن مینک هم نام برده شده‌است.

## ساخت ترانه
جَگِر و ریچاردز مدعی هستند که تا زمان ضبط «کسی عزیز من را دیده‌است؟» آهنگ کی.دی. لَنگ را نشنیده بوده‌اند. کیت ریچاردز در کتاب زندگی‌نامه‌اش نوشته یک روز که در حال ضبط ترانه بوده دخترش آنجلا و یکی از دوستانش که آن‌جا حضور داشته‌اند شروع به خواندن آهنگی کرده‌اند که همان «ولع دائمی» لَنگ بوده‌است. «ولع دائمی» یکی از معروف‌ترین ترانه‌های لَنگ است که در سال ۱۹۹۲ منتشر شد و محبوب و پُرفروش شد. پس از آن‌که ریچاردز متوجه شباهت آهنگ‌ها می‌شود موضوع را با مدیر برنامه و وکلایشان درمیان می‌گذارد و به این نتیجه می‌رسند که باید نام لَنگ هم به‌عنوان یکی از خالقان اثر آورده شود. کی.دی. لَنگ در سال ۲۰۱۱ در مصاحبه‌ای به بی‌بی‌سی گفت: «وکیلم به من تلفن زد و پرسید آیا می‌خواهی ۲۵٪ از حق نشر آهنگ جدید رولینگ استونز مال تو باشد؟ و من گفتم بله! مطمئناً! مثل اینکه برندهٔ لاتاری شده‌باشم».

## موزیک ویدئو
در این ویدئو آنجلینا جولی در نقش یک استریپر ظاهر می‌شود که از یک کلوپ می‌گریزد و میک جگر در خیابان‌های نیویورک به‌دنبال او می‌گردد.
در کتاب زندگی‌نامهٔ جَگر با نام میک: زندگی وحشی و نبوغ دیوانه‌وار جَگر (۲۰۱۲) آمده‌است زمانی که پیشنهاد حضور در ویدئوی رولینگ استونز به آنجلینا جولی داده شد او که به‌تازگی بازی در فیلم جیا را به‌پایان رسانده بود، ابتدا آن نقش را قبول نکرد اما به‌خاطر اصرار زیاد مادرش (که از شیفتگان جَگر بود) پذیرفت در آن ویدئو نقش‌آفرینی کند. بر اساس همان کتاب، پس از پایان فیلم‌برداری ویدئو، جَگر در پی برقراری رابطهٔ عاشقانه با جولی (در آن زمان متأهل) بوده اما جولی در برابر این خواسته مقاومت می‌کرده‌است.

## موقعیت در جدول‌های فروش
| چارت موسیقی (۱۹۹۷)                   | بالاترین جایگاه |
| ------------------------------------ | --------------- |
| جدول‌های ای‌آرآی‌ای استرالیا            | ۵۸              |
| اولتراتاپ بلژیک (فلاندرز)            | ۲               |
| او۳ تاپ ۴۰ اتریش                     | ۱۲              |
| جدول کنترل رسانه آلمان               | ۲۴              |
| جدول‌های رسمی فنلاند                  | ۱۱              |
| وی‌جی-لیستای نروژ                     | ۱۴              |
| ۱۰۰ تک‌آهنگ برتر هلند                 | ۲۵              |
| ۴۰ آهنگ برتر هلند                    | ۱۲              |
| فهرست برترین‌های سوئد                 | ۱۸              |
| جدول موسیقی سوئیس                    | ۲۶              |
| جدول تک‌آهنگ‌های بریتانیا              | ۲۲              |
| ترانه‌های ادالت آلترنتیو مجلهٔ بیلبورد | ۲               |
| جدول راک جریان اصلی مجلهٔ بیلبورد     | ۳               |